# Villa Alberto Andrés Alvarado Arámburo
Villa Alberto Andrés Alvarado Arámburo är en ort i Mexiko.   Den ligger i kommunen Mulegé och delstaten Baja California Sur, i den västra delen av landet, 1 700 km nordväst om huvudstaden Mexico City. Villa Alberto Andrés Alvarado Arámburo ligger 79 meter över havet och antalet invånare är 6 902.
Terrängen runt Villa Alberto Andrés Alvarado Arámburo är huvudsakligen platt, men österut är den kuperad.  Trakten runt Villa Alberto Andrés Alvarado Arámburo är nära nog obefolkad, med mindre än två invånare per kvadratkilometer. Villa Alberto Andrés Alvarado Arámburo är det största samhället i trakten. Omgivningarna runt Villa Alberto Andrés Alvarado Arámburo är i huvudsak ett öppet busklandskap.